# Lola Aylings
Lola Aylings è un'azienda produttrice di barche a remi e specificatamente di barche da canottaggio. L'azienda si formò nel 2001 quando la Lola Racing Cars (specializzata nella fibra di carbonio) comprò la Aylings ed ha sede ad Huntingdon nel Regno Unito.
Aylings era stata fondata nel 1859. Originariamente produceva remi, ma cominciò la produzione di barche negli anni ottanta dopo aver comprato Carbocraft e di kayak nel 1998 dopo aver comprato Kobra Kayaks.